# Millî Küme 1938
Die Millî Küme 1938 war die zweite ausgetragene Saison der Millî Küme. Meister wurde Güneş SK. Nach dem 5. Spieltag, zog Fenerbahçe Istanbul seine Teilnahme aus dieser Spielzeit zurück.

## Teilnehmende Mannschaften
- Güneş SK – Aus der İstanbul Futbol Ligi als 1. Platz
- Fenerbahçe Istanbul – Aus der İstanbul Futbol Ligi als 2. Platz
- Beşiktaş Istanbul – Aus der  İstanbul Futbol Ligi als 3. Platz
- Galatasaray Istanbul – Aus der İstanbul Futbol Ligi als 4. Platz
- Harbiye – Aus der Ankara Futbol Ligi als 1. Platz
- Muhafızgücü Ankara – Aus der Ankara Futbol Ligi als 2. Platz
- Üçok – Aus der İzmir Futbol Ligi als 1. Platz
- Alsancak – Aus der İzmir Futbol Ligi

## Statistiken

### Abschlusstabelle
Punktesystem
Sieg: 3 Punkte, Unentschieden: 2 Punkte, Niederlage: 1 Punkt
| Pl. | Verein               | Sp. | S  | U | N  | Tore    | Diff. | Punkte |
| --- | -------------------- | --- | -- | - | -- | ------- | ----- | ------ |
| 1.  | Güneş SK             | 14  | 13 | 1 | 0  | 042:900 | +33   | 41     |
| 2.  | Beşiktaş Istanbul    | 14  | 9  | 2 | 3  | 037:140 | +23   | 34     |
| 3.  | Galatasaray Istanbul | 14  | 8  | 0 | 6  | 028:290 | −1    | 30     |
| 4.  | Üçok                 | 14  | 7  | 0 | 7  | 034:340 | ±0    | 28     |
| 5.  | Muhafızgücü Ankara   | 14  | 5  | 2 | 7  | 023:300 | −7    | 26     |
| 6.  | Harbiye              | 14  | 5  | 1 | 8  | 022:240 | −2    | 25     |
| 7.  | Alsancak             | 14  | 4  | 0 | 10 | 019:370 | −18   | 22     |
| 8.  | Fenerbahçe Istanbul  | 14  | 1  | 2 | 11 | 012:700 | +5    | 18     |

### Torschützenliste
Bei gleicher Anzahl von Treffern sind die Spieler alphabetisch nach Nachnamen bzw. Künstlernamen sortiert.
| Rang | Name             | Mannschaft           | Tore |
| ---- | ---------------- | -------------------- | ---- |
| 1.   | Şeref Görkey     | Beşiktaş Istanbul    | 13   |
| 2.   | Sait Altınordu   | Üçok                 | 12   |
| 2.   | Ali Rıza         | Muhafızgücü Ankara   | 12   |
| 4.   | Melih Kotanca    | Güneş SK             | 11   |
| 5.   | Haşim Birkan     | Galatasaray Istanbul | 8    |
| 5.   | Niyazi Öztunç    | Güneş SK             | 8    |
| 7.   | Selahattin Almay | Güneş SK             | 7    |

### Kreuztabelle
| 1938                 | GÜN | Beşiktaş Istanbul | Galatasaray Istanbul | ÜÇO | MUH | HAR | ALK | Fenerbahçe Istanbul |
| -------------------- | --- | ----------------- | -------------------- | --- | --- | --- | --- | ------------------- |
| Güneş SK             |     | 0:0               | 4:2                  | 4:1 | 3:1 | 3:0 | 3:0 | 5:2                 |
| Beşiktaş Istanbul    | 0:1 |                   | 1:2                  | 6:3 | 1:3 | 3:2 | 5:0 | 3:0                 |
| Galatasaray Istanbul | 0:7 | 1:2               |                      | 3:1 | 3:1 | 0:3 | 3:2 | 3:0                 |
| Üçok                 | 0:2 | 1:3               | 3:2                  |     | 3:2 | 7:4 | 1:0 | 3:0                 |
| Muhafızgücü Ankara   | 2:3 | 0:7               | 2:3                  | 2:1 |     | 2:0 | 3:2 | 3:0                 |
| Harbiye              | 0:2 | 0:2               | 0:1                  | 3:0 | 2:2 |     | 1:2 | 3:0                 |
| Alsancak             | 1:2 | 0:3               | 3:2                  | 3:7 | 2:0 | 0:1 |     | 3:0                 |
| Fenerbahçe Istanbul  | 0:3 | 1:1               | 0:3                  | 0:3 | 0:0 | 0:3 | 9:1 |                     |

## Die Meistermannschaft von Güneş SK
| 1. | Güneş SK |
|    | - Tor: Cihat Arman; Safa Özyurt - Abwehr: Reşat Aydınlı; Faruk Barlas; İlhami Erna; Hristo Paskalidis - Mittelfeld: Yusuf Aygener; Ömer Boncuk; İsmail Dinç; Rıza Köprülü; Daniş Turanlı; İbrahim Tusder; Hakkı Yeniat, Ziya - Angriff: Melih Kotanca; Selahattin Almay; Rebii Erkal; Murat Akıncı; Niyazi Öztunç; Rasih Minkari; Necdet Türel; Baroka Cambaz; Recep |